# Crassoribatula maculosa
Crassoribatula maculosa är en kvalsterart som beskrevs av Hammer 1967. Crassoribatula maculosa ingår i släktet Crassoribatula och familjen Oribatulidae. Inga underarter finns listade i Catalogue of Life.